# Качаловский, Евгений Викторович
Евгений Викторович Качаловский (укр. Євген Вікторович Качаловський; 20 марта 1926, Екатеринослав, Днепропетровский округ, Украинская ССР, СССР — 28 сентября 2011, Киев, Украина) — советский украинский государственный и партийный деятель. Первый заместитель председателя Совета министров Украинской ССР (1983—1989).

## Биография
Член ВКП(б) с 1947, украинец. С 1942 года работал механиком по ремонту на заводе в Новосибирске.
Окончил Днепропетровский институт инженеров железнодорожного транспорта в 1948 году.
С 1948 года машинист, бригадир, заместитель начальника, главный инженер, начальник локомотивного депо ст. Пологи и Нижнеднепровск-Узел. Член ВКП(б) с 1952.
С 1962 директор электровозостроительного завода (г. Днепропетровск)
В 1967—1970 годах — председатель исполкома Днепропетровского городского Совета.
В 1970—1974 годах — первый секретарь Днепропетровского горкома КП Украины.
В 1974—1976 годах — второй секретарь Днепропетровского обкома КП Украины.
В 1976—1983 годах — первый секретарь Днепропетровского обкома КП Украины.
В 1983—1990 годах — первый заместитель председателя Совета Министров Украинской ССР.
Член ЦК КПСС (1981—1990). Депутат Совета Национальностей Верховного Совета СССР 10—11 созывов (1979—1989) от Украинской ССР. Народный депутат СССР (1989—1991).
С 1990 года — на пенсии.

## Награды
- 2 ордена Ленина (10.03.1981; 19.03.1986)
- орден Октябрьской Революции (25.08.1971)
- 2 ордена Трудового Красного Знамени (08.08.1966; 05.03.1976)
- медали